# Le Mont-Dore (Nova Caledònia)

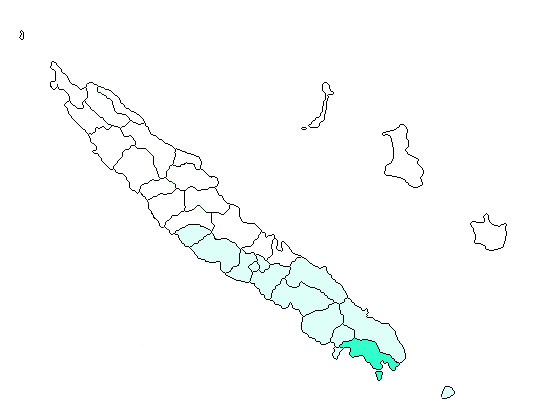
Situació de Le Mont-Dore

Le Mont-Dore és un municipi francès, situat a la col·lectivitat d'ultramar de Nova Caledònia. El 2009 tenia 25.683 habitants.

## Evolució demogràfica
| 1956  | 1963  | 1969  | 1976   | 1983   | 1989   | 1996   | 2004   |
| ----- | ----- | ----- | ------ | ------ | ------ | ------ | ------ |
| 1.288 | 2.640 | 4.809 | 10.659 | 14.614 | 16.370 | 20.780 | 24.195 |

## Composició ètnica
- Europeus 39,3%
- Canacs 18,9%
- Polinèsics 28,4%
- Altres, 13,4%

## Administració
| Període   | Identitat       | Partit |
| --------- | --------------- | ------ |
| 1961-1967 | Luc Wade Neju   |        |
| 1967-1977 | Boniface Brukoa |        |
| 1977-1983 | Robert Emery    |        |
| 1983-1989 | Victorin Boewa  | RPCR   |
| 1989-2001 | Pierre Frogier  | RPCR   |
| 2001-2003 | Réginal Bernut  | RPCR   |
| 2003-     | Éric Gay        | RPCR   |

## Història
Els primers assentaments es trobaven a Boulari i Saint Louis en el moment del període de Koné, que data de principis del primer mil·lenni abans de Crist. Un altre lloc, Plum, va donar el seu nom a un estil de ceràmica (incloent una còpia completa va ser descobert a Plum) que es va desenvolupar entre el segle II abans de Crist i principis del segon mil·lenni.
El territori fou habitat tradicionalment per dues tribus canac de llengua Djubéa: els Boularis i els Okoniés, situats un a cada marge del riu La Coulée. La declaració de Bouzet de 1855 reconeix als canac la propietat de les seves terres (propietat inalienable per ordre del governador Guillain de 1868) mentre que les altres passen a domini de l'Estat.
La població europea actual ha crescut principalment a través de les missions catòliques instal·lades després de prendre possessió de l'arxipèlag per França el 1853: la missió de la Concepció, el lloc conegut com a Paé on s'instal·là el pare Rougeyron el 1853 o de les missions de Pouébo o Balade s'instal·laren el 1855. La missió de Sant Lluís, desenvolupat a partir de 1.859 en el territori adquirit pels Germans Maristes el 1856. Però és sobretot la tala, l'agricultura i la mineria el que permetrà el desenvolupament de la ciutat.
Saint-Louis es va convertir en el centre de les activitats forestals quan s'instal·là una serradora el 1862 i la primera escola professional proporcionada pels missioners. De 1920 a 1942, la fusta fou explotada intensivament per la Forestière als boscos de la riera de les Pirogues amb mà d'obra japonesa. La detenció d'aquests últims pels nord-americans en el territori durant la Segona Guerra Mundial va posar fi a aquesta explotació.
Però el que li ha donat riquesa fou el descobriment el 1873 de mineral de níquel al massís que des d'aleshores s'ha anomenat « Mont d'Or », i que esdevindrà Mont-Dore, permet l'obertura de la primera mina a l'aventurer i industrial anglès John Higginson. Entre 1959 i 1960, endemés, s'hi ha començat a explotar crom i ferro, ja que des d'aleshores l'explotació de níquel es concentra a Thio i Canala a la costa est o Tiebaghi al Nord. Actualment, Mont-Dore ha deixat definitivament la seva funció de comuna rural i minaire per a esdevenir un suburbi de Nouméa, la major part de la població està concentrada al llarg de la costa nord, mentre que la resta del municipi és gairebé desert.
Administrativament, Mont-Dore és principalment gestionat per un comitè regional de 1947, després per un comitè municipal en 1961 que es va convertir el 1967 en consell municipal; llavors es convertí en una ciutat de ple dret.

## Agermanaments
- Luganville
- Arue